# توفیق‌پاشا
الخدیوی توفیق (عربی: محمد توفيق باشا؛ زاده ۱۵ نوامبر ۱۸۵۲ درگذشته ۷ ژانویهٔ ۱۸۹۲)، یک سیاست‌مدار اهل مصر بود.
توفیق‌پاشا، محمد، خدیو مصر، از خانواده محمدعلی پاشا. توفیق‌پاشا در ۱۲۶۸/۱۸۵۲ م/ق به دنیا آمد. وی بزرگترین پسر خدیو اسماعیل‌پاشا ، و به گفته‌ای، پسر یکی از کنیزان حرمسرا بود. با این وجود او وارث مسلّم حکومت مصر گردید؛ اما شرایط خاصش تا حدی او را آزار می داد. برادرانش می‌توانستند در خارج از کشور تحصیل کنند و او مجبور بود در خانه و از معلمان سنّتی درس بیاموزد. از طرفی پدرش کاری در امور عمومی بر عهده او نمی‌گذاشت، به وی بی‌توجه بود و بارها او را تهدید کرده بود که حکومت را به فرزند دیگرش واگذار می‌کند. این عوامل باعث شد که توفیق، نسبتاً خجول، گوشه‌گیر، ضعیف، کینه‌توز، غمگین و بی‌علاقه به منصب خدیوی، بار آید (د. اسلام، چاپ دوم، ذیل مادّه؛ برای اطلاع بیشتر در باره شخصیت او رجوع کنید به میلنر، ص۱۳۴–۱۳۵). مقاومت اسماعیل‌پاشا در برابر نفوذ و تسلط روزافزون فرانسه و انگلیس بر نظام مالی و اداری مصر باعث شد که در نهایت با اعمال‌نظر این دو قدرت استعماری بر سلطان عثمانی، عبدالحمید دوم (حک: ۱۲۵۳–۱۳۲۷/ ۱۸۷۶–۱۹۰۹)، سلطان ناگزیر از خلع او شود (۶ رجب ۱۲۹۶/ ۲۶ ژوئن). بدین‌ترتیب توفیق به‌جای پدر به خدیوی رسید (درینیک، ص ۴۴؛ لوتسکی، ص ۲۰۸؛ هانتر، ص ۱۹۷). قبل از رسیدن به این سمت، یک بار نیز اسماعیل‌پاشا به اصرار بریتانیا و فرانسه که توفیق را فردی منعطف و سلطه‌پذیر می‌دانستند؛وی را در ۹ ربیع‌الاول ۱۲۹۷/۹ مارس ۱۸۷۹ به ریاست هیئت وزرا برگزیده بود (لوتسکی، ص۲۰۳؛ د. اسلام، همان‌جا). البته به‌سبب اختلاف اسماعیل‌پاشا و اروپایی‌ها، توفیق از این مقام برکنار شده بود (واتیکیوتیس، ص ۱۳۸). توفیق در آغاز حکومت با مشکلات متعددی روبرو بود؛ از طرفی اروپایی‌ها در تکاپوی دست‌اندازی بر تمامی ذخایر کشور بودند و نظارت فرانسه و انگلیس سخت او را محدود کرده بود و از طرف دیگر، ارتش، آشفته و ناراضی و گرفتارِ اختلافات و جبهه‌بندی شدید ترک‌ها و چرکس‌ها از یکسو و افسران مصری بومیِ متعلق به طبقات فرودست اجتماعی از سوی دیگر، بود. افزون بر این، زمینداران و تاجران و دیوانسالاران جدید نیز قدرت بیشتری می‌خواستند (واتیکیوتیس، ص ۱۵۶–۱۵۷). وی با پذیرش وزرای اروپایی سلطه مالی اروپایی‌ها را بر مصر تثبیت کرد (همان، ص۱۳۳) و با سلطه آنان، استقلال سیاسی نسبی مصر از بین رفت (هانتر، همان‌جا). توفیق در ابتدای حکومت از شریف‌پاشا * برای تشکیل دولت دعوت کرد. شریف‌پاشا تدوین قانون اساسی جدید را حداقل شرط پذیرش این مسئولیت اعلام کرد. اما بدگمانی توفیق و ترس از یک مجلس قوی باعث شد که پیشنهاد شریف را نپذیرد و خود نخست‌وزیر شود (واتیکیوتیس، ص۱۴۲). او در ۱۶ رمضان ۱۲۹۶/۴ سپتامبر ۱۸۷۹ «نظارت مالی دوگانه» انگلیس و فرانسه را احیا کرد و در اول ذیقعده/۲۱ سپتامبر همان سال ریاض‌پاشا، یکی از سرسپردگان بریتانیا، را به نخست‌وزیری برگزید (لوتسکی، ص۲۰۸). ریاض‌پاشا دست اروپایی‌ها را در نظارت بر امور مالی و انجام دادن اصلاحات مالی کاملاً باز گذاشت (واتیکیوتیس، همان‌جا). از آن پس مرکز اصلی مقاومت در برابر اروپایی‌ها، ارتشی بود که تعداد زیادی افسر مصری داشت و آنان با رهبران ترک و حامیان غربی آنان مخالف بودند و توانستند اولین جنبش ملی‌گرای مصر را به رهبری سرهنگ احمد عُرابی (عرابی‌پاشا *) تشکیل دهند (درینیک، همان‌جا). ارتش در اولین گام، توفیق را مجبور کرد که وزیر جنگ را برکنار کند. توفیق پذیرفت و محمود سامی بارودی *، ملی‌گرا و مشروطه‌خواه میانه‌رو مصری، را وزیر جنگ کرد، بعلاوه طی اعلامیه‌ای تأکید کرد که در آینده با تمام افسران، اعم از ترک و چرکس و مصری، باید یکسان رفتار شود (بارینگ، ج ۱، ص۱۸۱). توفیق به محض فرونشستن هیجان نظامیان، بارودی را برکنار کرد و به انتقام گرفتن از رهبران ملی‌گرا پرداخت (لوتسکی، ص۲۱۲). او که قصد داشت خود را از شرّ همه هنگ‌های انقلابی پادگان قاهره رها کند، با صدور فرمانی در ۱۳ شوال ۱۲۹۸/۹ سپتامبر ۱۸۸۱ کوشید این هنگ‌ها، از جمله هنگ عَرابی‌پاشا، را به دیگر استان‌ها منتقل کند (همان، ص۲۱۳–۲۱۷)، اما در همان روز به سبب تظاهرات نظامیان در برابر کاخ عابدین، مجبور شد خواست آنها یعنی برکناری ریاض‌پاشا و انحلال کابینه وی را بپذیرد (رید، ص۲۱۷–۲۱۸). بعد از این، شریف‌پاشا نخست‌وزیر شد. او ابتدا از قبول مقام نخست‌وزیری به عنوان نامزد ارتش شورشی خودداری می‌کرد، ولی تحت فشار بریتانیا و فرانسه این سِمت را پذیرفت. در پی اقدامات شریف‌پاشا به نفع بریتانیا و فرانسه و به سبب بی‌توجهی به انقلابیون و اقدام علیه نظامیان انقلابی، عرابی‌پاشا آشکارا با خودکامگی توفیق و اطرافیانش و اشراف ترک و چرکس به مخالفت برخاست (لوتسکی، همان‌جا). با فشار مردم و ملی‌گرایان و نهایتاً مجلس اعیان، شریف‌پاشا استعفا کرد و بارودی به نخست‌وزیری رسید. عرابی نیز وزیر جنگ شد. در پی گسترش روزافزون نفوذ مبارزان ملی‌گرا، توفیق و شریف‌پاشا توطئه قتل عرابی را طراحی کردند که با شکست مواجه شد. در ۲۳ جمادی‌الآخرة ۱۲۹۹/ ۱۳ مه ۱۸۸۲ ملی‌گرایان که در قالب حزب الوطنی فعالیت می‌کردند، اعضای مجلس اعیان را به جلسه‌ای فرا خواندند و خواستار خلع خدیو و برچیدن سلسله محمدعلی‌پاشا * شدند، اما مجلس دودلی نشان داد و نمایندگان از توفیق حمایت کردند. باوجود این، عرابی از قدرت و نفوذ زیاد برخوردار بود و در واقع، او فرمانروای مصر محسوب می‌شد. توفیق، مجلس را غیرقانونی خواند و خواستار انحلال آن شد، اما در این کار موفق نشد. در ۶ رجب ۱۲۹۹/ ۲۵ مه ۱۸۸۲ بریتانیا و فرانسه رسماً از توفیق خواستند که عرابی را موقتاً از مصر اخراج کند (همان، ص۲۱۹–۲۲۱). توفیق سعی کرد با ایجاد شورش و ناآرامی، امکان حضور نیروهای خارجی را فراهم کند، اما با هوشیاری عرابی، مجبور شد قاهره را ترک و به اسکندریه فرار کند. او در آنجا تحت حفاظت ناوگان بریتانیا قرار گرفت و کابینه‌ای با نظارت مستقیم خود تشکیل داد و اسکندریه به مرکز اتحاد انگلیس ـ خدیو تبدیل شد. بالاخره بریتانیا جنگ را آغاز کرد. توفیق نیز در ۵ شوال ۱۲۹۹/۲۲ ژوئیه ۱۸۸۲ مقام عرابی را غیرقانونی خواند و وی را از وزارت جنگ برکنار کرد. انگلیسی‌ها نیز عرابی را شکست دادند و قاهره را اشغال کردند. توفیق در ۱۰ ذیحجّة ۱۲۹۹/۲۴ سپتامبر ۱۸۸۲ وارد قاهره شد (لوتسکی، ص۲۲۳، ۲۲۶، ۲۳۰، ۲۳۴). بدین‌ترتیب مصر در ۱۲۹۹/۱۸۸۲ مستعمرهٔ بریتانیا شد. در ربیع‌الاول/ دسامبر همان سال سِر اولین وود تحت فرمان افسران بریتانیا، ارتش مصر را تشکیل داد. با وجود این، مصر همچنان جزئی از قلمرو عثمانی به‌شمار می‌آمد و نظام پرداخت باج و خراج سالانه به حکومت عثمانی محفوظ بود. بریتانیا که در آغاز قول داده بود، مصر را بزودی تخلیه کند، به قول خود عمل نکرد و تا ۱۳۰۱ ش/۱۹۲۲ به صورت قدرت اشغالگر موقت، به اعمال سلطه خود بر مصر ادامه داد (همان، ص ۲۴۱؛ دالی، ص۲۳۹، ۲۴۰). وضع حقوقی مصر، در زمان اشغال انگلیسی‌ها تغییر نکرد، ولی قدرت واقعی در دست سرکنسول بریتانیا، لرد کرومر * (سر اولین بارینگ)، بود که از ۱۳۰۱ تا ۱۳۲۵/ ۱۸۸۳–۱۹۰۷ این سمت را داشت (درینیک، ص۴۱؛ دالی، ص۲۴۰). هرچند شورای وزرای مصری، به ظاهر مسئولیت داشتند اما در عمل مشاوران انگلیسی برای وزرا منصوب شده بودند و نظر انگلیس باید پیروی می‌شد. توفیق که تاج و تخت خود را مدیون انگلیسی‌ها می‌دانست، کاملاً مطیع آنان بود. هر نخست‌وزیری هم که در برابر دخالت‌های انگلیسی‌ها مقاومت می‌کرد، برکنار می‌شد (دالی، ص۲۴۱). از ۱۳۰۱/۱۸۸۳ اعضای مجلس شورا با رأی‌گیری عمومی غیرمستقیم انتخاب می‌شدند و هیچ نوع قدرت واقعیِ تصمیم‌گیری یا نظارت نداشتند (درینیک، ص۴۵). وضع اقتصادی مصر در این دوره که آشکارا به بریتانیا وابسته بود، بدتر شد (دالی، ص۲۳۹). پادشاهی محمدتوفیق پاشا از ۱۳۰۱/۱۸۸۳ تا زمان مرگش در ۱۳۱۰/۱۸۹۲ با نفوذ و نیروی بریتانیا سرپا نگه داشته شد. او مجری اصلاحات اداری موردنظر بریتانیا بود. از نظر رهبران جنبش ضد بریتانیایی، او حاکمی ضعیف و عامل انگلیسی‌ها بود و در زمان انقلاب عرابی، خائن قلمداد می‌شد. او با نیروی بریتانیا، قدرت خود را احیا و تحت فرمان و با رضایت آن حکومت کرد (واتیکیوتیس، ص۲۰۰–۲۰۱). مرگ او پایان عصر سلطه بریتانیا و آغاز دوره‌ای از مخالفتهای شدیدتر مصریان با استعمار انگلیسی‌ها بود (دالی، ص۲۴۱). منابع: ژان پیر درینیک، خاورمیانه در قرن بیستم، ترجمة فرنگیس اردلان، تهران ۱۳۶۸ش؛Evelyn Baring, Modern Egypt , London 1908; M. W. Daly,"The British occupation, 1882-1922", in The Cambridge history of Egypt , vol. 2, ed. by M. W. Daly, Cambridge 1998; EI 2 , s.v. "Tawf ¦âk ¤Pasha, Muh ¤ammad" (by D. Hopwood); F. Robert Hunter, "Egypt under the successors of Muhammad ـ Ali", in The Cambridge history of Egypt, vol. 2; Vladimir B. Lutskii, Modern history of the Arab countries , Moscow 1969; Alfred Milner, England in Egypt , London 1986; Donald Malcolm Reid, "The ـ Urabi revolution and the British conquest, 1879-1882", in The Cambridge history of Egypt , vol. 2; P. J. Vatikiotis, The history of modern Egypt , Baltimore, Maryland 1992.